# Freddy Reyes
Freddy de Jesús Reyes Suárez (Valencia, Venezuela, 7 de septiembre de 1981), futbolista venezolano. Juega de defensa y su actual equipo es el Portuguesa FC de la Primera División de Venezuela.

## Clubes
| Club           | País      | Año        |
| -------------- | --------- | ---------- |
| Caracas FC     | Venezuela | 1999-2000  |
| Portuguesa FC  | Venezuela | 2000-2001  |
| Marítimo       | Venezuela | 2001-2002  |
| CS Marítimo    | Portugal  | 2002-2003  |
| Aragua FC      | Venezuela | 2004-2007  |
| Portuguesa FC  | Venezuela | 2007-2008  |
| Minerven FC    | Venezuela | 2008-2009  |
| Trujillanos FC | Venezuela | 2009- 2012 |
| Portuguesa FC  | Venezuela | 2012 -     |

- Datos: Q5639751